# Senātus auctoritas
Senātus auctoritas (лат. мнение римского Сената) — письменное постановление членов сената в Древнем Риме в процессе обсуждения возникаемых спорных вопросов (например, о назначении в исключительных случаях диктатора и т. п.) и их рекомендации, которыми нельзя пренебрегать. Наравне с такими древнейшими, исконно римскими, сенатскими правомочностями, как interregnum (междуцарствие) и consilium reges (совет при царях), суждение сената на раннем этапе своего развития являлось едва ли не единственной его законодательной функцией.

## Пример употребления
В «Словаре латинских крылатых слов» приводится пример современного употребления этого древнеримского правового института (наряду с interregum и consilium regis), взятый из статьи, опубликованной в Журнале министерства народного просвещения: Результаты трудов комиссии не преминут обнаружиться на практике школьной жизни. Не имея характера категорических императивов, постановления общества являются для английской классической школы своего рода senatus auctoritas (Журнал министерства народного просвещения, август 1911).